# Verbascum antitauricum
Verbascum antitauricum är en flenörtsväxtart som beskrevs av Hub.-mor.. Verbascum antitauricum ingår i släktet kungsljus, och familjen flenörtsväxter. Inga underarter finns listade i Catalogue of Life.